# Theme Time Radio Hour
Theme Time Radio Hour (TTRH) era un programa de radio por satélite presentado por el músico estadounidense Bob Dylan y emitido entre mayo de 2006 y abril de 2009. Cada episodio era una mezcla ecléctica y de forma libre con música muy variada, desde blues, folk, rockabilly, R&B, soul hasta country, rock and roll y pop, centrado en torno a un tema monográfico como «tiempo», «dinero» o «flores» con canciones de artistas tan diversos como Patti Page y LL Cool J. Gran parte del material para el programa fue seleccionado a partir de la colección musical del productor Eddie Gorodetsky, que cuenta con más de 10 000 discos y más de 140 000 archivos digitales.
Intercalado entre los segmentos musicales había lecturas de correos electrónicos, llamados telefónicas de radioyentes, viejos promos y jingles de radios, bromas del propio Dylan, recitaciones de poesía y mensajes grabados de una variedad de celebridades, músicos y comediantes. El programa no se emitía en directo, dado que Dylan lo grababa en diversos lugares mientras estaba de gira, por lo que la ubicación del estudio en el llamado «Abernathy Building» era ficticio. Del mismo modo, gran parte de las llamadas telefónicas de oyentes y correos electrónicos eran ficticios, aunque al menos un correo leído en el programa provino de un oyente.

## Historia
El primer episodio de TTRH fue emitido el 3 de mayo de 2006 en el canal Deep Tracks de XM Satellite Radio, una estación de radio por satélite actualmente llamada Sirius XM Radio después de su compra por el competidor Sirius Satellite Radio. TTRH fue originalmente emitido todos los miércoles a las 10:00 a. m. ET, con varias repeticiones a lo largo de la semana en otros canales como XMX Channel 2.
El 12 de noviembre de 2008, Sirius XM revisó su oferta de canales, proporcionando a los oyentes de Sirius y XM acceso a la programación de ambas redes. A partir de esa fecha, TTRH comenzó a emitirse todos los miércoles a las 11:00 a. m. ET en Deep Tracks - Channel 40 en XM y en Channel 16 en Sirius. Varios canales en ambas estaciones fueron suspendidos en noviembre de 2008, incluyendo Channel 2, que había emitido TTRH todos los miércoles. El programa fue simultáneamente emitido por DirectTV hasta el 9 de febrero de 2010.
Entre 2006 y 2008, AOL Radio también ofreció el programa en AOL Radio featuring XM, una selección de doscientas estaciones de radio XM disponibles para usuarios con un inicio de sesión de AOL y con una conexión a internet de banda ancha. En marzo de 2008, XM Radio y America Online anunciaron que terminaban su relación «de mutuo acuerdo» y que a finales de abril, los canales de XM Radio no estarían disponibles en AOL Radio.
Entre 2007 y 2009, el programa también fue emitido en el Reino Unido a través de BBC Radio 2 y BBC Radio 6, y en Irlanda en la cadena de radio de rock alternativo Phantom FM.
La tercera y última temporada de TTRH concluyó con el episodio número cien, emitido el 15 de abril de 2009, con el título «Goodbye». Durante una entrevista con la revista Rolling Stone en abril de 2009, Dylan reconoció que su contrato con Sirius XM había terminado y que no había más planes de continunar con TTRH.

## Repeticiones
Tras el fin de TTRH, Sirius XM continuó reposicionando episodios de Theme Time Radio Hour en el canal Deep Tracks hasta finales de abril de 2011. A comienzos de mayo del mismo año, TTRH fue reemplazado por el programa Earle Bailey. El 25 de julio, Sirius XM publicó un comunicado de prensa anunciando el estreno de Bob Dylan's Theme Time Radio Hour, un canal de internet dedicado exclusivamente el programa de Dylan las veinticuatro horas del día.